# Personaggi di Boardwalk Empire - L'impero del crimine

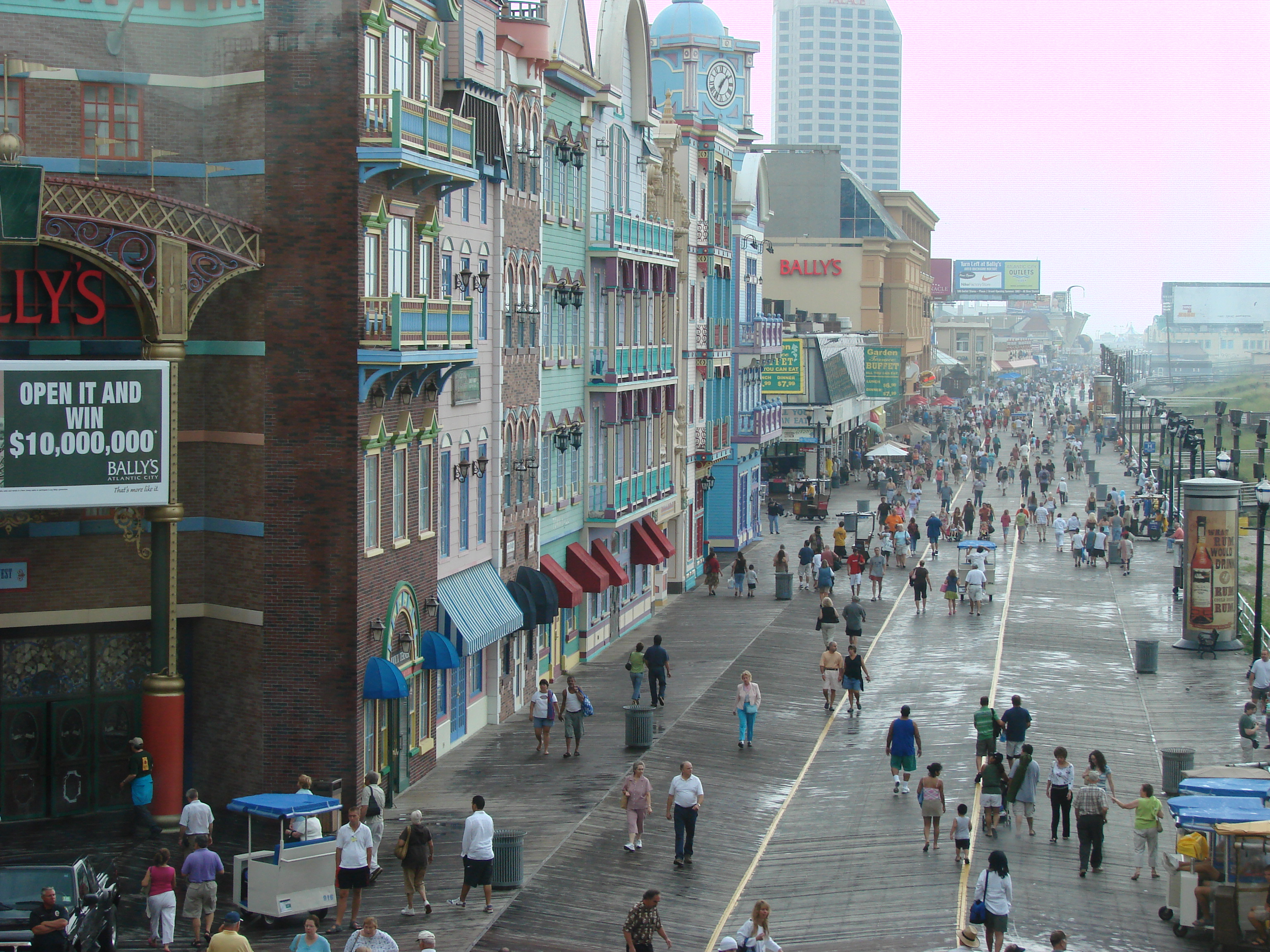
Il boardwalk è la famosa passeggiata di Atlantic City (qui in una foto del 2007), principale location della serie

Questa voce contiene un elenco dei personaggi presenti nella serie televisiva Boardwalk Empire - L'impero del crimine (2010-2014) dell'emittente televisiva HBO.
Molti dei protagonisti sono personaggi di finzione, mentre altri (soprattutto i criminali e i politici) sono romanzati su personaggi realmente esistiti (Al Capone e Lucky Luciano ad esempio), in un'ambientazione storica che si dirama principalmente tra Atlantic City (location principale), Chicago e New York.
Per agevolare la consultazione, vista la quantità di personaggi principali e secondari presenti nella serie, si è diviso la voce secondo le location principali dove si svolge l'azione.

## Atlantic City

### Nucky Thompson
Enoch "Nucky" Thompson (Stagioni 1-5) (Steve Buscemi) è il protagonista della serie. Ufficialmente il tesoriere di Atlantic City, in realtà ne è il boss. Egli controlla la sezione locale del Partito Repubblicano, la polizia (suo fratello Eli è lo sceriffo della Contea di Atlantic), riscuote il pizzo dai commercianti, dirige i racket, dispensa ricchezze e protezione in cambio di favori. Ricchissimo ma anche generoso, con l'introduzione del proibizionismo comincia a gestire anche il contrabbando di alcolici, affari che attireranno nuovi soci, ma anche guai coi federali e gangster di altre città. Vedovo - la moglie si suicidò all'età di ventotto anni dopo la morte del figlio neonato - durante la serie ha una relazione inizialmente con una donna molto più giovane di lui, Lucy Danziger, che ben presto trascurerà in favore della vedova Margareth, intellettualmente più stimolante.

### Jimmy Darmody
James "Jimmy" Darmody (Stagioni 1-2) (Michael Pitt) è il co-protagonista della serie. Molto giovane e molto ingenuo, ha abbandonato i suoi studi a Princeton per andare a combattere la Guerra. Tornato ad Atlantic City, si macchia di un omicidio per una questione di contrabbando e abbandona la città sollecitato da "Nucky" Thompson (una sorta di figura paterna per lui), unendosi all'amico Al Capone, finisce a Chicago a lavorare per Johnny Torrio. Ha una moglie - Angela Darmody (la quale durante la guerra si innamora della moglie di un fotografo)- ed un figlio, che abbandona per andare a Chicago. Sua madre, Gillian Darmody, ancora molto giovane, comincia una relazione con Lucky Luciano, mandato in città per assassinare il figlio. Il padre è il commodoro Louis Kaestner. Muore per mano di Nucky Thompson alla fine della seconda stagione.

### Margaret Schroeder
Margaret Schroeder (Stagioni 1-5) (Kelly Macdonald) è la protagonista femminile. Dopo aver perso il figlio (ucciso dalle botte del marito alcoolizzato) e il marito stesso (assassinato dallo sceriffo su ordine di Nucky), comincia a lavorare in una botique del centro, grazie all'influenza di Enoch. Irlandese, cattolica, due figli a carico, membro delle sorelle della "Temperanza", sostenitrice del proibizionismo, si scontra con Thompson dandogli filo da torcere coi pochi mezzi che possiede, impressionando il boss del crimine per la sua eloquenza, intelligenza e determinazione. Più o meno inconsapevole dei loschi affari del signor Thompson, comincia una relazione con quest'ultimo.

### Eli Thompson
Elias "Eli" Thompson (Stagioni 1-5) (Shea Whigham) è il fratello di Nucky Thompson e lo sceriffo della Contea. Con 8 figli, è un uomo molto violento, ma anche legato a familiari (anche al padre tanto temuto ed odiato dal fratello). Invidioso e frustrato dalla presenza del fratello, nutre tuttavia verso di lui un sincero sentimento di affetto. Basato sulla figura reale di Alfred "Alf" Johnson.
Sceriffo di Atlantic City nelle prime due stagioni, Eli finisce in carcere per due anni, reo di aver complottato contro il fratello insieme a Jimmy Darmody e al Commodoro per il controllo della città. Scontata la pena scarica casse di alcool della distilleria del fratello sotto il comando di Mickey Doyle, ma riconquista tempo dopo la fiducia nei confronti di Nucky dopo avergli riferito dei vari tranelli che Gyp Rosetti gli ha preservato per impendirgli di consegnare le casse di alcool destinate a Rothstein. Diventa così socio alla pari con Mickey della distilleria.
Nella quarta stagione riemergono i contrasti e le rivalità nei confronti di Nucky a causa del figlio primogenito William, che lo venera molto più di lui.Nucky difatti considera William come un figlio. Tradisce nuovamente il fratello, stavolta constretto da Warren Knox, uno spietato agente del proibizionismo che lo ricatta. Eli collabora per coprire una bravata che il figlio ha eseguito dentro il college che ha comportato poi la morte di uno dei suoi compagni. Tuttavia anche questo voltafaccia viene smascherato dal fratello, e viene risparmiato abbandonato a sé stesso con Knox ed i federali. Fugge a Chicago per ricominciare una nuova vita dopo aver ucciso a seguito di una rissa violenta, Warren Knox.
Nella quinta stagione Eli lavora come esattore al soldo di Al Capone, in coppia con l'ex agente del proibizionismo Nelson Van Alden. 
Ma i problemi non finiscono qui, in quanto viene abbandonato dalla moglie, dopo averla tradita con Sigrid, la moglie di Van Alden. Insieme a quest'ultimo poi è ricattato da Mike D'Angelo, un agente del proibizionismo che agisce sotto copertura nel clan di Al Capone. Lui e Nelson devono prelevare di nascosto i libri contabili del boss di Chicago che permetterebbero al federale di mettere Capone alla sbarra. Il tentativo fallisce perché scoperti da Ralph Capone. Viene risparmiato da D'Angelo al quale era stato incaricato di eliminarlo.
Rivede il fratello con cui non aveva più rapporti da sette anni per poter salvare suo figlio primogenito William, divenuto nel frattempo aiuto procuratore distrettuale, sequestrato dagli uomini dei boss in ascesa Lansky e Luciano dinanzi i suoi occhi. Nucky mette l'astio da parte nei suoi riguardi e accetta solo per il bene del nipote.
Riottenuto il figlio dopo aver ucciso di sua mano Salvatore Maranzano, come parte dell'accordo per il suo rilascio, Eli finisce disoccupato in un monolocale con i soli soldi che Nucky gli offre, nella sua ultima visita, prima di morire..

### Chalky White
Albert "Chalky" White (Stagioni 1-5) (Michael Kenneth Williams) è un gangster nero di Atlantic City che entra in affari con Nucky. Ha in pugno tutta la comunità afroamericana di Atlantic City ed è il socio in affari più fedele e leale di Nucky.

### Mickey Doyle
Mieczyslaw "Mickey Doyle" Kuzik (Stagioni 1-5) (Paul Sparks) è un uomo di Nucky che gestisce i carichi di alcolici. In seguito è a capo del suo locale, mentre questi vive e gestisce affari a L'Havana. Muore per mano degli uomini di Lucky Luciano durante le trattative che intercorrono tra il giovane boss e Nucky per il rilascio dei loro rispettivi ostaggi: Willy Thompson, e Bugsy Siegel. Basato sulla figura reale di Mickey Duffy.

### Gyp Rosetti
Giuseppe Colombano "Gyp" Rosetti (Stagione 3) (Bobby Cannavale) è un personaggio di finzione, che entra in scena nella terza stagione della serie (ambientata nel 1923). Nativo di Sperlinga in Sicilia, Gyp è un gangster di spietata ferocia, uno psicopatico dedito al sadomasochismo: la sua entrata in scena stravolge l'esistenza e gli affari di Nucky Thompson, tesoriere di Atlantic City.
Si presenta infatti come uno dei soci in affari di Nucky: quando quest'ultimo comunica a tutti loro che non consegnerà più mensilmente il liquore di contrabbando, Rosetti va su tutte le furie e lo aggredisce verbalmente davanti a tutti. Si congeda dal gruppo, ma medita vendetta: si sistema infatti a Tabor Heights (località di finzione), piccolo centro abitato con l'ultima stazione di servizio del New Jersey, prendendo in scacco le autorità locali e l'intera cittadina, grazie ad azioni di estrema violenza (brucia vivo lo sceriffo locale) o di persuasione coatta (paga 200 $ tutti i commercianti del luogo per avere la loro fedeltà). Da qui impedisce che i camion di Nucky, diretti a New York, facciano rifornimento: si scontra ripetutamente con gli uomini di Nucky, fino al massacro della sua scorta.
Dopo essere sfuggito miracolosamente ad un attentato (in cui la sua banda viene decimata), Gyp decide di allearsi con Joe Masseria, boss di New York, in cambio di un piccolo esercito di uomini con cui va all'attacco di Atlantic City. Compie l'attentato da Babette in cui muore Billie, l'amante di Nucky, vero bersaglio dell'attentato.
Nucky si rifugia da Chalky White, e quindi riesce a nascondersi in una segheria: Gyp Rosetti controlla l'ufficio di Nucky al Ritz Hotel, il casinò, il bordello di Gillian, il magazzino di liquori. Ma quando Masseria si accorda con Rothstein e ritira i suoi uomini, Rosetti, preso alla sprovvista e in pieno delirio da megalomania, rimane con pochissimi fedeli, che vengono giustiziati uno ad uno da Richard Harrow. Gyp riesce a fuggire ancora una volta, ma viene ucciso a coltellate di fronte all'oceano dal suo braccio destro, Tonino, messo alle strette da Nucky che ha appena ripreso il controllo di Atlantic City.

### Eddie Kessler
Edward Anselm "Eddie" Kessler (Stagioni 1-4)  (Anthony Laciura) è il domestico di origini tedesche di Nucky Thompson. All'occorrenza difende il suo padrone da attentati, come avviene nella seconda e terza stagione. In quest' ultima, viene gravemente ferito da alcuni uomini di Gyp Rosetti, intrufolatisi nella villa di Nucky al solo scopo di assassinarlo. Dopo un vano tentativo di Nucky di portarlo in ospedale, Eddie ha salva la vita attraverso Samuel Crawford, genero di Chalky White, un laureando in medicina. Questi gli estrae la palattola in un casolare di periferia messo a disposizione da Chalky, per nascondere tra l'altro Nucky ed il suo maggiordomo da Gyp. Nella quarta stagione ottiene più responsabilità da Nucky, e si occupa di recarsi in banca per alcuni depositi da fare per suo conto. Durante una commissione ultimata si trattiene a cena con Ralph Capone, per poi essere preso in ostaggio da Warren Knox, federale che tenta di ricattarlo per poter arrestare Nucky. Eddie non parla ma quando sa di mettere in pericolo la sua famiglia in caso di ulteriori silenzi per difendere il suo padrone, si suicida nella sua stanza, una volta rilasciato e rientrato a casa.

### Owen Sleater
Owen Sleater (Stagioni 2-3) (Charlie Cox)  è un uomo di Nucky che si innamora di Margaret Shroeder. Muore dopo un attacco fallito a Joe Masseria.

### Lucy Danziger
Lucille "Lucy" Danziger (Stagioni 1-2) (Paz de la Huerta) è la donna di Nucky. Viene pian piano ignorata dal protagonista e sostituita da Margaret. Successivamente Lucy rimane incinta di Nelson Van Alden.

### Isaac Ginsburg
Isaac Ginsburg (Stagioni 1-2) (Peter Van Wagner) è l'avvocato di Nucky.

### Angela Darmody
Angela Darmody (Stagioni 1-2) (Aleksa Palladino)  è la moglie di Jimmy. Angela è una ragazza italoamericana fragile e di indole artistica. Conosce il futuro sposo all'Università di Princeton, e rimane incinta del piccolo Tommy. Jimmy parte per il fronte subito dopo aver saputo della gravidanza di Angela, che inizia quindi a vivere in un piccolo appartamento di Atlantic City, e si rifugia nella pittura. Conosce una coppia di coniugi, il fotografo Robert Dittrich e sua moglie Mary, e con quest'ultima intrattiene un'intensa relazione omosessuale. Quando Jimmy torna dalla Prima Guerra Mondiale e cerca di rientrare nella società, il rapporto tra i due è quantomai problematico, per le differenze caratteriali e per l'atroce esperienza di guerra che Jimmy si porta appresso. Muore uccisa insieme alla sua amante per mano di Manny Horvitz, venuto nella sua abitazione con l'intenzione di assassinare Jimmy.

### Gillian Darmody
Gillian Darmody (Stagioni 1-5) (Gretchen Mol) è la madre di Jimmy.

### Richard Harrow
Richard Harrow (Stagioni 1-4) (Jack Huston) è un ex soldato costretto a portare una maschera estetica per nascondere la ferita a uno dei suoi occhi. Diventa amico di Jimmy e si prende cura di suo figlio dopo la sua morte.

### Louis Kaestner
Louis Kaestner (Stagioni 1-2) (Dabney Coleman) è il commodoro di Atlantic City, mentore di Nucky. Cercherà poi di eliminarlo con la complicità di Eli, e di suo figlio Jimmy Darmody, che ambisce a diventare nuovo boss di Atlantic City. Muore per mano di quest' ultimo, preso in un momento di disperazione per la perdita della moglie Angela. Basato sulla figura reale di Louis Kuehnle.

### Leander Whitlock
Leander Whitlock (Stagioni 1-4) (Dominic Chianese) è l'avvocato del commodoro.

### Nelson Van Alden
Nelson Kaspar Van Alden (Stagioni 1-5) (Michael Shannon) è un agente federale di "controllo del proibizionismo". Totalmente votato al suo lavoro, sacrifica per quello qualsiasi cosa, moglie compresa. Ha un animo talvolta violento ma al contempo è religiosissimo, a livelli di simil-fanatismo (si auto-procura lesioni per penitenza ad esempio). Prova probabilmente una sorta di attrazione fisica per Margaret.

### Eric Sebso
Eric Sebso (Stagione 1) (Erik Weiner) è un agente federale di "controllo del proibizionismo", collega di Nelson Van Halden. Collabora insieme a lui per incriminare Nucky Thompson ma allo stesso tempo fa il doppiogioco con il boss di Athlantic City, tenendolo sempre aggiornato sulle indagini a suo carico. Viene scoperto da Van Halden e muore strangolato di sua mano.

### Esther Randolph
Esther Randolph (Stagioni 2-4) (Julianne Nicholson) è un assistente procuratore che cerca di incastrare Nucky. Basata sulla figura reale di Mabel Walker Willebrandt.

### J. Edgar Hoover
Edgar Hoover (Stagione 4) (Eric Ladin) è un direttore di ufficio investigazioni che indaga sull'impero criminale di Nucky.

### Warren Knox
Warren Knox (Stagione 4) (Brian Geraghty) è un agente dell'antiproibizionismo che cerca di poter incastrare Nucky ricattando prima il suo maggiordomo Eddie Kessler, poi il fratello Eli. Muore dopo una rissa violenta pestato a sangue per mano di quest ultimo.

### William Thompson
William Thompson (Stagioni 4-5) (Ben Rosenfield) è il figlio primogenito di Eli Thompson ed ha un buon rapporto con lo zio Nucky il quale lo considera un figlio. Aiuta la famiglia quando il padre finisce in galera, studia poi al college dove lascia temporaneamente per un incarico datogli da Nucky nell'ufficio del sindaco. Diventa successivamente aiuto procuratore distrettuale nonostante le diffidenze iniziali per via dei suoi legami di parentela con il padre e Nucky. Viene rapito dagli uomini di Charlie Luciano davanti agli occhi di Eli ed utilizzato come pedina di scambio per liberare Bugsy Siegel, da alcuni giorni ostaggio di Nucky. Tuttavia Willy viene trattenuto malgrado quest ultimo rilasci Siegel e rilasciato solo dopo che suo zio accetta le nuove richieste di Luciano, quali cedere Atlantic City e uccidere, attraverso il fratello, Salvatore Maranzano, .

### Julia Sagorski
Julia Sagorski (Stagioni 3-4) (Wrenn Schmidt) è la figlia di un veterano reduce della prima guerra mondiale. Fidanzata, diventa poi moglie di Richard Harrow per poter avere l'affidamento del piccolo Tommy Darmody da parte del giudice, strappandolo a Gillian.

### Paul Sagorski
Paul Sagorski  (Stagioni 3-4) (Mark Borkowski) è il padre di Julia e veterano della prima guerra mondiale. Aveva anche un altro figlio, Fred, morto durante la guerra, che lo portato poi ad abbandonarsi ad alcool e depressione. Non vede inizialmente di buon occhio Richard, conosciuto durante una riunione di veterani in un bar, e contrario alla relazione che questi ha con sua figlia Julia. Cambierà opinione su di lui dopo uno scontro perso con quest'ultimo ed insieme alla figlia si prenderà cura di Tommy, che Richard gli consegna in piena notte dopo averlo salvato dagli uomini di Gyp Rosetti, tenuto in ostaggio nella casa di Gilian.
Insieme alla figlia si batte in tribunale contro Gilian per l'affidamento di Tommy e dopo aver vinto la battaglia legale, va insieme a Julia e al bambino a vivere nella fattoria di Richard, nel Winsconsin.

### Edward Bader
Edward Bader (Stagioni 1-4) (Kevin O'Rourke) è il sindaco di Atlantic City.

### Jackson Parkhurst
Jackson Parkhurst (Richard Easton) è un veterano di Atlantic City.

### Jim Neary
Jim Neary (Robert Clohessy) è un politico di Atlantic City.

### Bill McCoy
Bill McCoy (Pearce Bunting) è un fornitore di alcolici.

### Al Boyd
Al Boyd (Edward McGinty) è un politico di Atlantic City.

### Damien Fleming
Damien Fleming (Victor Verhaeghe) è un politico di Atlantic City.

### Ethan Thompson
Ethan Thompson (Stagioni 1-2) (Tom Aldredge) è il padre di Nucky e di Eli.

### Katy
Katy (Stagione 3) (Heather Lind) è la domestica di Margaret.

### Samuel Crawford
Samuel Crawford (Stagioni 3-4) (Ty Michael Robinson) è un laureando in medicina fidanzato con Maybelle White, la figlia primogenita di Chalky.

### Dunn Purnsley
Dunn Purnsley (Stagioni 2-4) (Erik LaRay Harvey) è un gangster di colore e uomo più fidato di Chalky White. Quando il suo capo rileva il vecchio locale di Nucky, rinominandolo Onyx Club, Dunn uccide un impresario in affari con Chalky, dopo che questi lo aveva scoperto in atti sessuali con sua moglie. Chalky gli ordina di seppellire il corpo e per punizione lo obbliga a fare da cameriere dentro il locale. Conosce così l'enigmatico dottor Valentin Narcisse, il socio dell'impresario defunto, e stringe alleanza con questi di nascosto spacciando eroina nelle zone di Chalky. Uccide in seguito il reverendo Cuffy ed un uomo che dirige una casa di cura per eroinomani, per evitare che esca fuori il suo nome sullo smercio illecito dell'eroina. Muore ucciso da una coltellata alla schiena da parte della cantante Daughter Maithland, mentre è preso da una rissa violenta contro Chalky il quale, aveva scoperto da tempo il suo tradimento ed il doppiogioco ordito insieme a Narcisse.

### Reverendo Lemuel Cuffy
Lemuel Cuffy (Stagioni 1-2 poi 4) (Franklin Ojeda Smith) È un diacono operante nelle zone afroamericane di Atlantic City, controllate da Chalky White. È solito portare i fedeli della sua parrocchia in un fiume fuori città a pregare. In uno di questi giorni diviene spettatore dell'omicidio per strangolamento dell'agente Eric Sebso da parte del collega Nelson Van Halden. La denuncia alle autorità capeggiate dalla procuratrice Esther Randolph comporta in quest' ultimo la fuga ed il conseguente cambio di vita sotto falso nome a Cicero. Muore nella sua chiesa a colpi di coltellate per mano di Dunn Purnsley, dopo aver scoperto il fornitore di eroina che ha comportato le prime vittime nella sua comunità, e inizialmente intenzionato a riferire tutto a Chalky White, prima di perdere la vita.

## New York

### Arnold Rothstein
Arnold Rothstein (Stagioni 1-4)  (Michael Stuhlbarg) è un gangster di New York che entra in affari con Nucky. Basato sulla figura reale di Arnold Rothstein.
Uomo d'affari e contrabbandiere dedito allo smercio illegale di alcolici, fattura gran parte dei suoi guadagni sul gioco d'azzardo, in particolare sul poker. È affiancato spesso dai suoi pupilli Meyer Lansky e Charlie Luciano, che diverranno nel giro di dieci anni, dei temutissimi boss di alto livello. 
Nella prima stagione cerca di destituire Nucky Thompson come boss di Atlantic City insieme ad un accordo con la famiglia D'Alessio, per poi ripensarci e tornare in affari con lui.
Nella terza stagione diviene unico compratore dell'alcool di Nucky,ma nonostante il rapporto di affari con egli, nega al boss di Atlantic City l'appoggio nella guerra che impegna Nucky contro Gyp Rosetti.
Nella quarta stagione, finisce quasi sul lastrico dopo aver perso in malo modo a poker contro Nucky, e ciò gli impedisce di poter investire denaro nel giro dell'eroina, di cui Narcisse è il fornitore. Cerca di rimediare le perdite finanziarie perse contro Nucky entrando in affari con l'ex moglie di lui, Margaret Schroeder dandole un appartamento in fitto di sua proprietà, per lei ed i suoi figli in cambio di informazioni su titoli azionari su cui poter investire.
Nel 1928 finisce in bancarotta e muore per accoltellamento di mano ignota.

### Lucky Luciano
Charles "Lucky" Luciano (Stagioni 1-5) (Vincent Piazza) è un gangster di New York, socio di Rothstein. Basato sulla figura reale di Lucky Luciano.

### Meyer Lansky
Meyer Lansky (Stagioni 1-5) (Anatol Yusef)  è un giovane gangster, protetto di Rothstein. Basato sulla figura reale di Meyer Lansky.

### Joe Masseria
Joe Masseria (Stagioni 2-5) (Ivo Nandi) è il leader della mafia di New York e il capo di Rosetti. Muore in un attentato ordito per vie segrete da Lucky Luciano e Salvatore Maranzano. Basato sulla figura reale di Joe Masseria.

### Benny Siegel
Benjamin "Benny" Siegel (Stagioni 2-3 poi 5) (Michael Zegen) è un criminale di New York. Basato sulla figura reale di Bugsy Siegel.

### Billie Kent
Lillian "Billie" Kent (Stagione 3) (Meg Chambers Steedle) è una showgirl che diventa amante di Nucky. Muore nell'esplosione del locale di proprietà di quest' ultimo, Babette, frutto di un attentato di Gyp Rosetti con l'intento fallito di eliminare il boss di Atlantic City.

## Chicago

### Al Capone
Al Capone (Stagioni 1-5) (Stephen Graham). Basato sulla figura reale di Al Capone. è un violento gangster di Chicago e braccio destro di Johnny Torrio (stagioni 1-5).
All'inizio il giovane Al fa amicizia con Jimmy Darmody, a sua volta giovane tirapiedi di Thompson: i due restano ai margini degli affari più grossi dei loro capi e, poco alla volta, a causa anche delle situazioni familiari, tentano di mettersi in proprio scalando le gerarchie di potere.

Al Capone ha un figlio piccolo, nato sordo: inutilmente cerca di instaurare un rapporto col bambino, che rimane per lui un mondo incomprensibile. Ha due fratelli, Salvatore "Frank" e Raffaele Ralph "Bottles", entrambi più grandi di lui, che entrano in gioco quando Al cerca di prendere il posto di Torrio (stagione 4); quando Frank viene ucciso davanti ai suoi occhi (ep. 41) dagli agenti della polizia di Chicago durante una manifestazione, Al non si dà pace e pretende la testa di O'Banion, a suo dire responsabile dell'uccisione. Riesce a vendicare il fratello facendo uccidere il boss irlandese nella sua serra da due dei suoi uomini utilizzando Nelson Van Alden come talpa. Subisce poi un attentato con il boss polacco Hymie Weiss come presunto mandante, ma viene salvato da Van Alden, divenuto un esattore alle sue dipendenze dopo aver aiutato Al nella sua vendetta contro O'Banion. Prende il comando per volere di Torrio dopo che questi subisce anch' egli un attentato dagli uomini di Weiss dove finisce in fin di vita, ma vivo, a pochi metri da casa. 
Sette anni dopo è il boss indiscusso di Chicago (stagione 5), ma finisce sotto processo per evasione fiscale dopo che un agente del tesoro infiltrato nella sua organizzazione, riesce ad ottenere i suoi libri contabili con la complicità di Eli Thompson e Nelson Van Alden.

### Johnny Torrio
Johnny Torrio (Stagioni 1-5) (Greg Antonacci) è il capo di Al. Basato sulla figura reale di Johnny Torrio.

### George Remus
George Remus (Stagioni 3-4) (Glenn Fleshler) è un contrabbandiere. Basato sulla figura reale di George Remus.

### Dean O'Banion
Dean O'Banion (Stagioni 3-4) (Arron Shiver) è un contrabbandiere e un fioraio di Chicago. Controlla la zona nord della città ed è in affari con Johny Torrio. In seguito contende ad Al Capone tutta Chicago. Ha un pessimo rapporto con il protetto di Torrio, e si fa sempre beffe di lui. Rischia la vita dentro la sua serra per mano di Al, ma viene salvato dall'aiuto inaspettato di Nelson Van Alden, ex agente del proibizionismo, ora rappresentante di ferri da stiro, giunto da poco a Cicero sotto falso nome per sfuggire ai federali di Atlantic City, sotto il falso nome di George Muller. Per ricompensa il fiorista irlandese gli effettua una vendita di ben ventiquattro ferri da stiro. In seguito lo mette alle sue dipendenze dopo che Van Alden di reca da lui a chiedere aiuto per occultare il cadavere a seguito di un omicidio involontario di un agente federale, che si era recato in casa di Van Alden solo per mostrargli il disappunto riguardo la vendita di un ferro da stiro difettoso. I rapporti con Al Capone sono sempre più tesi, e quando Al e il suo fratello più grande Frank rubano uno dei suoi furgoni con all' interno uno dei suoi uomini, uccidondolo a colpi di mitragliatrice, il boss irlandese risponde facendo uccidere Frank, da alcuni poliziotti da lui corrotti durante una rappresaglia tra gli uomini dei Capone stessi e gli operai di una fabbrica. Muore dentro la sua serra per mano di tre uomini di Al Capone fatti passare per clienti con Van Alden che viene utilizzato e ricattato da quest'ultimo come compromesso per tenere salva la propria vita.  Basato sulla figura reale di Dean O'Banion.

### Sigrid
Sigrid (Stagioni 2-5) (Christiane Seidel) è un'infermiera che diventa balia del figlio di Nelson Van Alden. Successivamente i due si sposano.

### Frank Capone
Frank Capone (Stagione 3) (Morgan Spector) è il più grande dei tre fratelli Capone (Al e Ralph). Muore per mano di alcuni poliziotti corrotti da O'Banion

### Ralph Capone
Ralph Capone (Stagioni 3-5) (Domenick Lombardozzi) è il secondo fratello dei Capone. Inizialmente dedito alle riscossioni, il fratello Al lo promuove ad organizzatore del giro diventando uno dei suoi uomini di fiducia. Scopre Eli e Van Alden rubare la borsa dei libri contabili per conto dei federali.

### Mike D'Angelo
Mike D'Angelo (Stagione 5) (Louis Cancelmi) è un agente del tesoro infiltrato nel clan di Al Capone allo scopo di rubargli i libri contabili e poterlo mettere in galera per evasione fiscale. Per raggiungere lo scopo ricatta Eli Thompson e Nelson Van Alden, minacciandoli di rinchiuderli dentro la camera a gas in caso di rifiuto. Uccide quest' ultimo prima che sveli la totale realtà dei fatti ad Al Capone.

## Philadelphia

### Manny Horvitz
Munya "Manny" Horvitz (Stagioni 2-3) (William Forsythe) è un macellaio e criminale di Philadelphia. Muore per mano di Richard Harrow.

### Waxey Gordon
Waxey Gordon (Stagioni 1-3) (Nick Sandow) è un criminale di Philadelphia.

## Washington

### Harry Daugherty
Harry Daugherty (Christopher McDonald) è un politico. Basato sulla figura reale di Harry M. Daugherty.

### Jess Smith
Jess Smith (Daniel Cox [st. 1] e Ed Jewett [st. 2-3]) è un politico. Basato sulla figura reale di Jess Smith.

### Gaston Means
Gaston Means (Stagioni 2-4) (Stephen Root) è un investigatore speciale del Dipartimento di Giustizia. Basato sulla figura reale di Gaston Bullock Means.

### Andrew W. Mellon
Andrew William Mellon (James Cromwell) è un Segretario del Tesoro. Basato sulla figura reale di Andrew Mellon.

## Harlem

### Valentine Narcisse
Valentine Narcisse (Stagioni 4-5) (Jeffrey Wright) è un impresario di spettacolo e uomo di affari molto devoto alla bibbia che sfida Chalky per il suo territorio. Muore per mano di alcuni uomini mandati da Charlie Luciano dopo aver rifiutato la protezione offerta da questi per poter continuare a gestire i suoi affari nei suoi territori.

### Daughter Maitland
Daughter Maitland (Stagioni 4-5) (Margot Bingham) è una talentuosa cantante jazz che si esibisce nel locale di Chalky per poi averci una relazione. Dalla loro unione nascerà Althea, che Chalky vedrà e riconoscerà come sua figlia dopo 7 anni.

## Havre De Grace

### Oscar Boneau
Oscar Boneau (Stagione 4) (Louis Gossett Jr.) è un vecchio boss afroamericano mentore di Chalky White. Ospita egli e la sua amante Daughter in fuga dopo un agguato ordito da Narcisse. Muore per difendere Chalky in piena notte da un secondo attentato.

### Winston
Winston (Stagione 4)  (Brian Thyree Henry) è il nipote di Oscar Boneau. Spalleggia Chalky White nella sua vendetta contro Narcisse, dopo aver sventato insieme a lui un attentato che si conclude con la morte del suo vecchio zio.